# Société Thulé
Pour les articles homonymes, voir Thulé.
La société Thulé ou l’ordre de Thulé (en allemand Thule-Gesellschaft) est une société secrète allemande de Munich, qui à l'origine était un groupe d'études ethnologiques s'intéressant tout spécialement à l'Antiquité germanique et au pangermanisme aryen dans le cadre du mouvement völkisch. Ses mythes racistes et occultistes inspirèrent l'idéologie nazie et son pendant mystique. 
Le rôle et l'influence véritable de cette société secrète ont fait l'objet à partir des années 1960 de nombreuses légendes et controverses, alimentées par des écrits liant nazisme, occultisme et pseudo-science. 
Cet imaginaire, largement diffusé par des essais et des romans dont certains masquent des thèses d'extrême droite voire révisionnistes, continue aujourd'hui d'être relayé dans diverses œuvres de fiction et par les théoriciens du complot.

## Origines

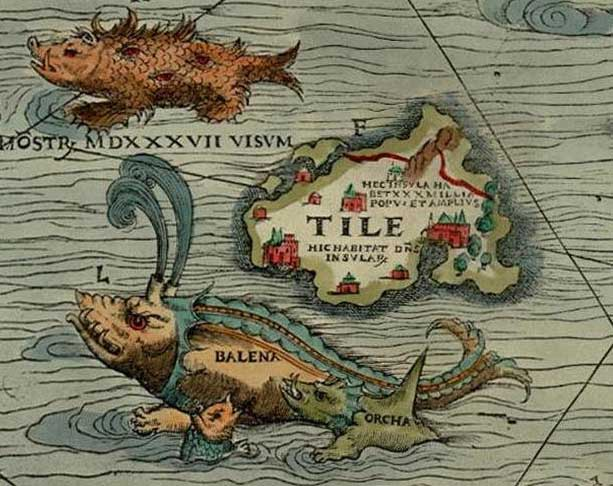
Thulé est le nom donné entre 330 et -320 par Pythéas à une île qu'il présente comme la dernière de l'archipel britannique, et qu'il est le premier à mentionner. Extrait de la Carta Marina.

### Origine du nom
Elle tire son nom de Thulé, partie la plus septentrionale d'Europe et lieu mythique pour les anciens Grecs et Romains, dans lequel le dieu Apollon viendrait passer une partie de l'hiver.
Présent dans la littérature, le nom de Thulé renvoie au mythe d'une population habitant le nord de l'Europe. Ses premières mentions remontent aux récits de Pythéas, un explorateur grec originaire de Massalia, l'antique Marseille, qui désigne l'Ultima Thulé. La région est supposée habitée par les Hyperboréens, peuple mythique. Virgile, plus tard, l'évoque dans l'Énéide ; Goethe, au XVIIIe siècle, la confond avec l'Atlantide.
D'après la Carta Marina, une carte géographique du XVIe siècle représentant les mers, les côtes et l'intérieur des terres des pays encerclant la mer Baltique, une île du nom de Tile (Thulé ?) se trouve au nord des îles Hébrides et Orcades, à l'Ouest de l'île Fare (îles Féroé ?) et au sud de l'Islande.
Cette île, Tile / Thulé, se trouve sur l'une des routes probables qu'aurait empruntées Pythéas.

### Mythologie
Certains discours de la fin du XIXe siècle, abondamment repris par la suite, affirment que Thulé aurait été le nom magique d'une civilisation germanique avancée, mais disparue. Cette idée est reprise par les membres de la société Thulé, qui pensaient que Thulé était ce qui subsistait d'un continent aujourd'hui disparu, appelé Hyperborée, et que ce continent était le berceau d'une civilisation nordique disparue, dont les secrets seraient conservés par des « supérieurs inconnus ».
Ultima Thulé aurait été la capitale du premier continent colonisé par les Aryens.

### Fondation et premiers mois
Au départ, simple loge au sein du Germanenorden, une société secrète pangermaniste, völkisch et antisémite, la société Thulé a été constituée par Rudof Glauer, qui se prétend baron Rudolf von Sebottendorf, le 17 août 1918. Diffusée à Munich, l'idéologie de cette société prônait l'antisémitisme, l'antirépublicanisme, le paganisme et le racisme. La société se veut une société initiatique. Son symbole, la croix de Wotan, divinité germanique, n'est pas sans rappeler la croix gammée. 
Recrutant parmi la jeunesse munichoise, la société, paravent pour l'activité initiatique et mystique d'une loge paramaçonnique, connaît un essor rapide parmi la société munichoise.
Rapidement, la défaite remet en cause les aspirations nationalistes des membres de la société.

## Une société active

### Fonctionnement
La société recrute par cooptation, les membres étant sélectionnés à la suite d'enquêtes sur les liens sociaux du récipiendaire et une analyse de ses caractéristiques physiques.

### Évolution et fin
Autour de cette société secrète gravitent un certain nombre de groupuscules, dont le Deutscher Arbeiterverein de Karl Harrer, qui devient le Deutsche Arbeiterpartei, fondé par Anton Drexler et Harrer, qu'Adolf Hitler fera renommer en NSDAP. Pour bien marquer leur filiation, les fondateurs du DAP ont repris la croix gammée.

### Dissolution
En 1919, Sebottendorf, démis de ses fonctions par les membres de la société, commence ses voyages. Il revient en Allemagne en 1933, espérant faire revivre la société sous le régime nazi. Il publie alors Bevor Hitler kam (Avant qu'Hitler ne vienne), un livre dans lequel il cherche à se poser en précurseur du Troisième Reich. Le premier tirage de l'ouvrage se vend bien mais Hitler, indisposé par les prétentions de Sebottendorf, le fait ensuite interdire. Sebottendorf est arrêté et brièvement envoyé en camp de concentration ; une fois libéré, il quitte à nouveau l'Allemagne.

## Idéologie
L'idéologie de l'ordre était fondée sur la croyance en l'existence de surhommes et d'une race humaine supérieure : les Aryens, qui auraient vu le jour dans l'hypothétique Hyperborée, centre magique des peuples germaniques.
La plupart des membres sont ariosophes ; certains sont initiés à la franc-maçonnerie, même si certaines de leurs idées s'opposent radicalement à celle de la « fraternité universelle » : l'Aryen est dit d'une race humaine d'origine divine, tandis que le Juif est considéré comme un sous-homme.

### Influence de l'ariosophie
L'idéologie professée par la société Thulé s'inspire d'un corpus d'éléments ésotériques et mystiques puisés chez, outre Sebottendorf lui-même, Jörg Lanz von Liebenfels, un autre faux baron s'appelant simplement Lanz, l'ariosophie de Guido von List, Helena Blavatsky, Arthur de Gobineau, et des théories aryano-centrées de certains archéologues allemands. List se propose de diriger les Aryens vers une société paysanne, patriarcale et esclavagiste.
Selon plusieurs auteurs grecs et latins[réf. nécessaire], il aurait existé dans des temps très reculés un continent situé à l'Extrême-Nord, qu'ils appelaient Hyperborée (Ultima Thulé), lequel aurait été peuplé d'hommes transparents. Ceux-ci, en s'alliant aux autres hommes, auraient donné naissance à des êtres humains de plus en plus opaques, mais leurs descendants auraient néanmoins conservé leurs facultés, supérieures à celles des humains ordinaires (voir Ánd).

### Occultisme
Jörg Lanz von Liebenfels n'hésitait pas à étayer  son modèle idéologique en allant puiser de manière idiosyncratique aux différentes traditions religieuses antiques païennes mais également issus des différents monothéismes, n'hésitant pas à s’inspirer de ses lectures du Talmud et de la Kabbale.
Un des paradoxes de cette société est que plusieurs membres lisaient le Talmud en espérant y trouver de l'occultisme afin de formuler une théosophie antisémite.[réf. nécessaire]

## Manifestations au début de la république de Weimar
Comme les multiples groupuscules völkisch qui fleurissent en Allemagne après la défaite de 1918, la société Thulé développe une rhétorique antisémite, raciste et nationaliste, tout en prêtant son nom à un groupe de combat antisémite engagé dans la répression de la république des conseils à Munich.

### Activisme antirépublicain
Ainsi, au cours des mois qui suivent la défaite allemande, la société multiplie les caches d'armes pour les fournir rapidement aux opposants nationalistes au régime mis en place à Munich à partir de novembre 1918.
Ainsi, dès le 9 novembre 1918, date du renversement de la monarchie en Bavière, la société, essentiellement son fondateur, multiplie les actions contre le gouvernement républicain. Une tentative de kidnapping contre Kurt Eisner échoue. Son assassinat constitue une conséquence de l'activisme de la société, le comte Arco-Valley souhaitant démontrer son attachement au nationalisme de la société par cette action d'éclat, afin de pouvoir y être accepté.
Cet activisme est rapidement sanctionné par les unités de la république des conseils, proclamée à Munich en avril : les locaux de la société sont occupés, certains membres exécutés, tandis que d'autres secondent efficacement les forces révolutionnaires à la reconquête de la ville.

### Liens avec le nazisme à ses débuts
Les liens de la société Thulé avec le mouvement nazi sont nombreux, mais la nature réelle de ces liens est largement ignorée aujourd'hui encore.

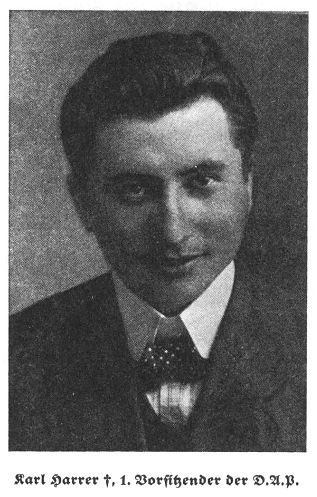
Karl Harrer.

Propriétaire du journal Völkischer Beobachter depuis le mois de juillet 1918, la Thule-Gesellschaft revend le titre au Parti ouvrier allemand (Deutsche Arbeiterpartei, DAP), un parti politique d'extrême droite, pangermaniste, völkisch et antisémite. La société Thulé accueille la rédaction du journal après l'avoir revendu, garantissant au périodique des facilités de fonctionnement. Le journaliste sportif Karl Harrer, membre de la société Thulé, devient président du DAP.
Formation mineure parmi des douzaines d'autres organisations völkisch, l'éphémère DAP est réorganisé dès 1920 en Parti national-socialiste des travailleurs allemands (Nationalsozialistische deutsche Arbeiterpartei, NSDAP), le parti nazi.
Cependant, l'imaginaire occultiste propagé par la société Thulé est rapidement écarté de la presse nazie. Hitler lui-même n'avait aucune sympathie pour quelque forme d'occultisme que ce soit : son intérêt pour la mythologie nordique et l'époque teutonique dérivait uniquement de son goût pour les opéras de Wagner. Par ailleurs, Karl Harrer démissionne du DAP dès 1920.
Le svastika dextrogyre, la croix gammée, utilisée par les occultistes depuis le XVIIIe siècle, a été proposée comme emblème du DAP par un militant membre de la société, lors du congrès de Salzbourg, le svastika étant considéré comme un symbole nordique ; il a néanmoins été modifié par Hitler peu après.

## Liste controversée des membres
Personne ne connaît exactement la liste complète des membres, ce qui a amené certains auteurs à échafauder des théories diverses sur l'adhésion de personnalités à une section secrète de la société Thulé notamment au sein de l'élite SS.

### Supputation
Des auteurs comme Werner Gerson dans l'ouvrage cité ci-après, Jacques Bergier dans le Matin des Magiciens, et Trevor Ravenscroft dans la Lance du Destin, rapportent que les membres de Thulé, considéraient Rudolf Steiner et ses disciples comme leurs pires ennemis. Steiner a été secrétaire général de la section allemande de la Société théosophique, avant la fondation de la société Thulé. Comme certains membres de la société Thulé auraient aussi été membres de la Société théosophique, l'amalgame était facile[réf. nécessaire].
René Alleau affirme avoir découvert en Allemagne la liste des membres de la société Thulé, publiée en 1933 par R. von Sebottendorf, laquelle comprend 226 noms, mais pas celui de Rudolf Steiner[réf. incomplète]. Dans sa liste, von Sebottendorf ne mentionne pas Hitler comme membre de la société Thulé, mais écrit en 1933, qu'il fut fréquemment « l'hôte de la Thulé ».
Certains auteurs ont présenté comme une certitude l'appartenance de Hitler à cette société,,, alors que les historiens se montrent sceptiques vis-à-vis de cette affirmation que rien ne vient étayer.

### Membres connus

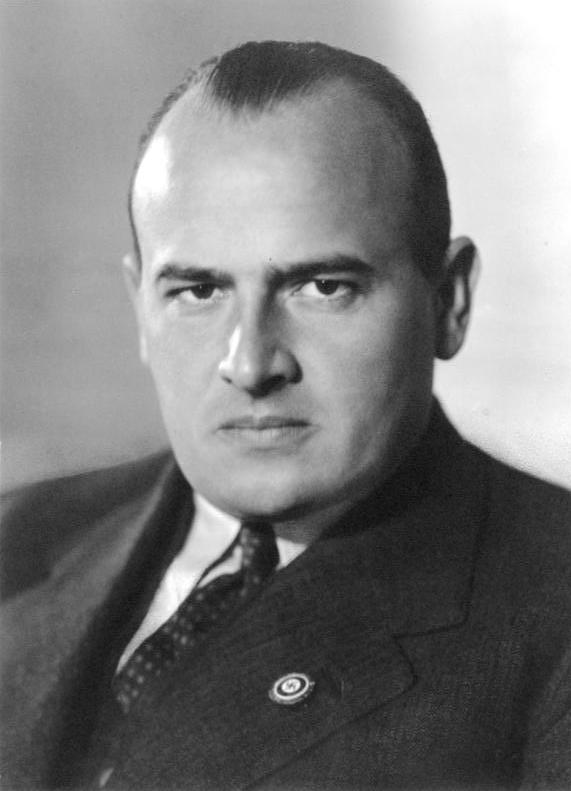
Hans Frank en 1939.

Vers 1923, Rudolf Hess, revenu à Munich, devient l'un des animateurs de l'ordre de Thulé. Alfred Rosenberg côtoie lui aussi la société secrète.
D'autres futurs responsable nazis, Gottfried Feder et Hans Frank, fréquentent Thulé. Rapidement, cependant, le caractère élitiste et aristocratique de la société leur déplaît et ils s'en éloignent. L'imaginaire occultiste propagé par la société est assez vite écarté de la presse nazie.

## Postérité dans l'imaginaire et dans la fiction
Dès les années 1930, et plus encore après sa dissolution, la société Thulé exerce une forte fascination dans certains milieux, notamment les groupes occultistes nostalgiques du Troisième Reich.
On crédite cette société d'une forte influence non seulement sur les dirigeants du Troisième Reich, mais aussi dans les premiers moments du mouvement nazi, mais il semblerait, que, sur ce dernier point, les chercheurs soient incapables de se prononcer clairement dans un sens ou dans un autre, ce qui génère de nombreuses spéculations sur la question, aujourd'hui encore.
Le mythe de la Société Thulé, fréquemment évoqué dans les ouvrages traitant de l'occultisme, du paranormal ou de l'ésotérisme, a notamment été popularisé par Le Matin des magiciens. Cet ouvrage à grand succès, publié en 1960 par Louis Pauwels et Jacques Bergier, présente la société Thulé comme un « instrument capable de changer la nature même de la réalité » en lui attribuant les fonctions de « centre magique du nazisme », et contribue à lancer une mode éditoriale associant nazisme et paranormal.
Durant les années 1960, certains auteurs proches des milieux occultistes, Jan van Helsing, notamment, défendent, sur la base du témoignage largement remis en cause de Hermann Rauschning, l'idée que Hitler serait un initié, membre important de la société Thulé, transformée pour la cause en société initiatique. Selon Van Helsing, La société Thulé constitue l'un des deux piliers originels du nazisme, avec la fantasmatique et imaginaire société du Vril, cette dernière s'occupant de l'au-delà, tandis que la société Thulé aurait été la continuation de la confrérie secrète de la Pierre noire, s'opposant à un complot mondial imaginaire,.
À partir de cette période, ce sont souvent des intellectuels se présentant comme des « chercheurs indépendants » qui reprennent et systématisent les liens entre le mouvement nazi et la société de Thulé, les chercheurs issus de l'université affichant leur scepticisme face à ces affirmations souvent mal étayées.
Au-delà des milieux intéressés par l'occultisme et le paranormal, cette société mystérieuse a constitué une source d'inspiration pour un certain nombre d'écrivains et d'artistes. Elle est évoquée dans des œuvres très diverses, allant du roman au jeu vidéo en passant par le cinéma et la bande dessinée.
La littérature a été historiquement la première des formes d'expression artistique à s'emparer du sujet. Dans un premier temps, l'évocation de la Thule Geselschaft constitue un apanage de la littérature d'extrême droite, en général produite afin de participer au blanchiment d'anciens nazis, souvent des SS, à l'image des romans de l'ancien SS autrichien Wilhelm Landig, qui mélange uchronie, anticipation et thèses nazies,. Landig, en utilisant le roman, a pu se permettre de jouer avec la censure en vigueur en Allemagne et exposer ses idées néonazies à un public plus large que le lectorat habituel des publications nostalgiques du Troisième Reich.
En France, Jean Mabire publie en 1977 un essai aux allures de roman initiatique, Thulé, le soleil retrouvé des Hyperboréens, dans lequel il développe non seulement une mystique du sang et de la race, mais établit également une filiation de Thulé avec l'Atlantide. Dans le roman Le Rituel de l'ombre, les réminiscences actuelles de la Thulé sont mises en scène face aux loges maçonniques.
Le cinéma met en scène la société Thulé dans un certain nombre de films. Ainsi, la bande dessinée Hellboy, par Mike Mignola, et son adaptation cinématographique réalisée par Guillermo Del Toro, transforment les nazis en initiés, membres de la société Thulé, préparant leur revanche occulte contre les Alliés.